# Ivan Dizma Florjančič de Grienfeld

Ducatus Carnioliae Tabula Chorographica (1744)

Ivan Dizma Florjančič de Grienfeld (~ Floriantschitsch) (ur. 1 lipca 1691 w Lublanie zm. po 1757) – słoweński uczony: matematyk, astronom, geodeta i kartograf.

## Życiorys
Florjančič de Grienfeld podróżował jako kapłan po różnych miejscowościach Słowenii, aż wreszcie osiadł w klasztorze cystersów w Stičnej. Niejasne są do dzisiaj okoliczności jego śmierci; nieznana jest też jej dokładna data. Wiadomo tylko, że w roku 1757 jeszcze żył.
Zarówno w matematyce jak i w astronomii cechował się nowoczesnością poglądów, np. opowiadał się za stosowaniem logarytmów i był zwolennikiem praw ruchu planet Keplera. Napisał dobry podręcznik geometrii, interesował się problemem mierzenia czasu i odchyleniami igły magnetycznej. Zbudował sobie nawet własne obserwatorium astronomiczne i w latach 1718-1757 opisywał regularnie swoje obserwacje (przede wszystkim planet, Księżyca i Słońca).
Podjęcie się wykonania pomiarów posiadłości klasztoru cystersów w Stičnej stało się początkiem najważniejszego pomysłu Florjančiča: sporządzenia mapy centralnej części Słowenii, tzw. Krainy w dużej skali. Przez następnych dziesięć lat Florjančič podróżował po Krainie, prowadząc pomiary w terenie i spisując dane geograficzne i onomastyczne. Na podstawie przygotowanych przezeń szkiców inżynier Abraham Kaltschmidt przygotował miedzioryt mapy w skali 1:111 000. Zajęła ona dwanaście stron. Jednym z najcenniejszych elementów tej mapy jest zawarty w niej plan Lublany. Przez następnych 120 lat mapa Florjančiča była najdokładniejszym przedstawieniem Słowenii.
Część rękopisów Florjančiča przechowywana jest do dzisiaj w Bibliotece Narodowej i Uniwersyteckiej (tzw. NUK) w Lublanie.